# Валлентин, Максим
Максим Герхард Валлентин (нем. Maxim Vallentin; 9 октября 1904, Берлин — 2 сентября 1987) — немецкий актёр, режиссёр, театральный деятель. Член ЦК СЕПГ. Член Академии искусств ГДР. Дважды лауреат Национальной премии ГДР (1955 и 1962).

## Биография
Сын режиссёра Рихарда Валлентина (1874—1908). Окончил школу актёрского искусства при Государственном театре в Берлине (ученик Л. Йеснера и М. Рейнхардта).
Дебютировал на сцене «Шлоспарктеатра», затем играл в различных театрах Берлина и Цюриха. В 1925 году был организатором и режиссёром рабочего самодеятельного агитпропколлектива «Красный рупор» (Das Rote Sprachrohr).  До 1932 года редактировал одноимённый журнал.
Член КП Германии с 1926 года. 
В 1933 году после прихода к власти нацистов эмигрировал в СССР; изучал систему Станиславского, работал режиссёром на радио.
После окончания войны в 1945 году вернулся в Германию и создал (совм. с Отто Гайяром) первый в ГДР театр-институт (Deutsches Theater-Institut) в Веймаре, в котором занятия велись по системе Станиславского. Из первого выпуска этого института в 1950 году М. Валлентин организовал студию «Молодой ансамбль», получившую в 1952 году название Театра им. Максима Горького (Берлин).
Среди лучших режиссёрских работ М. Валлентина в этом театре: «За тех, кто в море» Лавренёва (1952), «Достигаев и другие» М. Горького (1954), «Разбойники» Шиллера (1955).
Автор работы «От импровизации к игре» («Vom Stegreif zum Stück», В., 1949), посвящённой системе Станиславского и рассказывающей о творческом методе М. Валлентина.
Похоронен на Доротеенштадтском кладбище.

## Награды
- Орден «За заслуги перед Отечеством» (ГДР) 2 степени (1955)
- Орден «За заслуги перед Отечеством» (ГДР) 1 степени (1976)
- Почётная пряжка в золоте Ордена «За заслуги перед Отечеством»
- Национальная премия ГДР (1955 и 1962)
- Премия Гёте города Берлина